# 양기대
양기대(梁基大, 1962년 10월 12일~)는 대한민국의 기자 출신 정치인이다. 제16·17대 경기도 광명시장, 제21대 국회의원을 지냈다.

## 생애

### 유년기
양기대는 1962년 전라북도 군산시 삼학동에서 3남 중 장남으로 태어났다.

### 기자 시절
양기대는 1988년 4월 동아일보 기자로 입사했다. 당시 언론은 전두환 군사독재 시절대와 같이 국민의 눈과 귀를 가리고, 권력을 비판하지 못했다. 양기대는 언론을 바로 세워 정의로운 세상을 만드는데 기여하겠다는 뜻을 세웠다. 
기자 초년 시절 양기대는 어디서나 바른 말을 거침없이 하는 것 때문에 '럭비공'이라는 별명으로 불리었다. 
그는 권력의 비리와 부패문제에 집요하게 매달렸는데, 이는 부패한 권력이 부패한 세상을 만든다는 사실을 정확히 꿰뚫은 양기대의 신념 때문이었다.
부패와의 전쟁에 임한 양기대는 '특종'기사를 많이 썼다. 1991년 세무공무원 비리 특종을 시작으로 1992년 조폭두목 김태촌 비호세력 폭로 기사가 이어졌다. 또 현직 노동부 장관 수뢰 사건, 김현철 비리 사건, 한보의  YS대선자금, 북풍조작 안기부 문건폭로, 안기부 동 선거자금 유용 특종 등 우리나라 적폐를 드러내는 기사들을 쏟아냈다.
1995년 김영삼 정권 당시 양기대는 이형구 노동부 장관의 수뢰 혐의를 포착했다. 그러나 당시까지만 해도 현직 장관이 구속된 적이 단 한번도 없을 만큼 권력의 힘이 막강한 시절이었다. 양기대가 보기에 이전의 권력형 비리 사건처럼 이 사건도 내사단계에서 흐지부지 종결될 가능성이 높아보였다. 이에 양기대는 다각적인 취재와 더불어 각종 자료 등을 검토한 이후 이형구 장관에 대한 혐의를 확신했고 과감히 기사를 쓰며 살아있는 권력에 도전했다. 그날 밤 양기대는 아내에게 이렇게 말했다 "내일 신문에 기사가 뜰건데 내가 구속될 수도 있어." 
양기대는 한국기자협회가 제정한 '이달의 기자상'을 7번이나 받은 '최다 수상자 보관됨 2018-01-16 - 웨이백 머신'이다. 1995년과 1997년에는 한국기자상을 받았다.

### 정치 활동

#### 정치입문
양기대는 기자생활을 거치면서 기회가 닿으면 언젠가 정치를 해봐야겠다는 생각을 해왔다. 그건 단순히 출세를 위해서가 아니라 꿈을 실현해보고 싶은 소망 때문이었다. 이러한 고민을 안은 채 지내다가 기회가 주어져 미국 샌프란시스코 버클리 대학에서 방문연구원 자격으로 1년간 연수를 한 뒤 귀국했다. 귀국후 동아일보 회사 경영진은 이제 초급간부(차장)가 돼야 할 양기대 기자에게 우호적이지 않았다. 특종기자 양기대 뿐만 아니라 회사 경영진에게 순종하는 양기대를 원하는 것 같았다. 승진 발표 당일 당시 사회부장이 오전만 해도 승진될 것이라며 축하를 해주었다. 그런데 저녁 무렵 회의시간에 사회부장이 사회부장이 어두운 얼굴로 승진에서 빠졌다고 말해주었다. 나중에 알고보니 회사 최고경영진이 마지막 순간에 틀어서 승진에서 누락되었다는 것이다. 한마디로 '충성심'에 문제가 있다는 얘기였다. 이미 동아일보는 권력을 감시하고 합리적이고 객관적인 논조로 시시비비를 가리는 그런 신문의 모습과는 자꾸 멀어져 갔다. 차츰 실망이 쌓여갔다.
한편 2003년 하반기 정치권은 지역구도 타파와 전국정당 건설, 금권정치 타파 등 정치개혁을 전면에 내걸고 열린우리당이 탄생했다. 소위 '노무현 정당'이 만들어진 것이다. 양기대는 그해 12월 중순경 2004년 4월로 예정된 제17대 총선 출마를 깊게 고민했다. 정치권에 입문해 당선되지 못했을 때 가족들이 겪게 될 정신적, 경제적 고통을 생각하니 걱정이 많이 되었다. 그러나 '설마 가족들을 굶기겠느냐, 꿈을 펼치기 위해 도전하자' , 오랜 고민 끝에 내린 결론이었다. 출마를 위한 대장정이 시작된 것이다. 출마해야 할 정당은 열린우리당으로 정했다. 당 지지율은 10%대로 바닥을 헤매고 있었다. 중앙당에 언론인 영입 케이스로 들어가 앉아있으려니 낯설고 미래에 대한 불안도 가끔식 몰려왔다. 동아일보라는 '보호막'이 없어진 상황에서 아무런 사전 준비 없이 열정과 패기만으로 입문한 정치권은 그야말로 황량한 사막이었다.

#### 17대 국회의원 선거 낙선
양기대는 2004년 1월 처음으로 광명 땅을 밟았다. 광명은 전통적으로 한나당의 텃밭이었다. 지역의 당원과 시민들의 반응은 엇갈렸다. 낙하산 공천의 가능성을 문제 삼는 사람도 있었고, 일부 노사모 출신은 양기대가 동아일보 출신이란 점을 들어 거부감을 나타냈다. 실제로 노사모 회원들과 선거사무실에서 검증 토론회를 열기도 했다. 선거구는 대부분 아파트 지역이고 서울로 출퇴근하는 직장인이 많은 지역이었다. 평일에는 사람을 많이 만날 수 없었다. 그래도 희망과 패기를 가지고 구름산, 도덕산, 조기축구회 각종 행사장을 뛰고 또 뛰었다. 그런데 선거를 한 달 앞둔 2004년 3월 예기치 않았던 노무현 대통령 탄핵이 이뤄졌다. 세상이 갑자기 변했다. 정치환경이 180도 바뀌었다. 언론의 각종 여론조사에서 양기대 후보가 전재희 후보를 20~30% 정도 앞서가고 있었다. 많은 사람들이 당선을 기정사실로 받아들이는 분위기였다. 그러나 여전히 민주당 핵심지지자들은 열린우리당 창당을 받아들이지 못하는 모습이었다. 결국 민주당 후보가 출마하게 되었다. 이제는 민주당 후보를 끌어들여 단일화를 하는 것도 큰 숙제 중 하나였다. 선거 3일 전인 4월12일 민주당 후보를 돕던 핵심지지자들이 만나자고 제의해 왔다. 양기대를 돕고 민주당 후보를 사퇴시키는 방안을 논의하자는 것이었다. 그런데 적은 내부에 있었다. 미리 캠프에 와 있던 일부 인사들이 후보를 단일화하고 선거캠프를 합치면 자신들은 캠프를 떠나겠다고 위협했다. 그때는 모든 것이 서툴고 정치력이 부족했다. 그래서 후보 단일화를 이뤄내겠다고 만나자고 했던 분들을 만나지 못하고 전재희 후보에게 3천3백표 차이로 졌다. 민주당 후보가 3천8백표를 얻었으니 후보 단일화를 했다면 전재희 후보를 분명히 이겼을 것이고 그것도 단일화 효과로 의해 많은 표로 이겼을 것이다.
두 달 반의 열정적이었던 시간들이 주마등처럼 스쳐갔다. 지지해주신 분들에게 너무도 미안했다. 현실이 믿기지 않았지만 받아들이지 않을 수 없었다. 패배를 인정하고 전재희 후보에게 축하의 전화를 해주었다. 이렇게 어설픈 첫 총선 도전은 실패로 귀결되었다. 그리고 기다리고 있는 것은 가흑한 시련이었다.

#### 18대 국회의원 선거 낙선
양기대는 2004년 낙선 후 와신상담하며 나름대로 최선을 다해 지역구를 누볐다. 그러나 정권이 바뀌어 이명박 정권과 한나라당에 대한 기대감이 높아지고 있었다. 설상가상으로 유력한 보건복지부 장관으로 거론되던 전재희 의원이 이번에는 한나라당에서 총선 전략상 입각을 미뤄야 한다고 이명박 당선인에게 건의했다는 기사가 나오면서 대세가 기우는 듯 했다. 그즈음 중앙언론사에서 각 지역구 총선경쟁자들에 대한 여론조사를 실시했는데 전재희 의원이 59%, 양기대 13%가 나왔다. 참담한 결과였다. 그것으로 게임은 끝난 것이나 다름없었다. 지난 4년간 인간관계를 맺었던 분들 중 사업을 하거나 정권과 직간접 관련이 있는 분들이 양기대를 돕기 어렵다며 떠나갔다. 그동안 양기대에 기대를 걸었던 주변사람들도 이번에도 어렵겠다며 고개를 설레설레 흔들었다. 캠프 측근들이나 핵심 당원들도 사기가 떨어져 낙담하는 분위기였다. 퇴로가 없는 죽음의 길로 가야만 하는 상황이었다. 그러나 양기대는 흔들리지 않고 탱크처럼 밀고 나갔다. 전재희 의원이 나름대로 강점이 있지만 그동안 지역구를 위해 특별히 한 일이 없다는 여론이 확산되어가고 있는 데다 양기대에 대한 호감도 과거보다는 꽤 높아져 있어 지역민들의 기대와 호응이 적지 않았다. 또 다시 모든 것이 부족한 상황에서 선거를 치렀다. 열악한 정치환경 뿐 아니라 조직, 돈, 모든 면에서 열세였다. 투표일 막판에 '양기대 일병' 구해야 한다는 여론이 일기 시작했지만 이미 대세가 기운 것을 직감할 수 있었다. 2008년 4월9일 개표결과 전재희 후보 59%, 양기대 후보 36.1% 로 20% 포인트 1만 표차로 두 번째 고배를 마셨다. 개표 당일 밤 집에 있다가 선거 사무실로 핵심당원과 지지자들을 격려했다.

#### 16·17대 광명시장
2008년 4월 두 번째 고배는 양기대의 몸과 마음을 모두 오그라들게 하였다. 총선이 끝나고 1주일쯤 광명(갑)에서 당선된 백재현 의원이 양기대에게 술이나 한잔 하자고 전화가 왔다. 그날 백 의원은 위로하면서 시장 출마 얘기를 꺼냈다. 위로의 말이겠지만 그게 양기대가 시장 출마와 관련한 얘기를 들은 게 처음이었다. 총선에서 두 번씩이나 고배를 마신 후배를 위해 백 의원이 진정으로 한 말이였지만 양기대에게는 별로 가슴에 와 닿지 않았다. 광명시장 출마 문제는 그동안 한 번도 생각해 본 적이 없었다. 그런데 시간이 갈수록 양기대에게 시장 출마를 권하는 사람이 늘어갔다. 시장하면서 일을 열심히 해서 광명시의 위상을 높이고 시민들에게도 인정을 받으라는 말이었다. 시장 출마를 권하는 사람들이 날로 늘어나고 이들 중에는 단순히 민주당 지지자뿐 아니라 한나라당 성향의 사람들도 꽤 있었다. 지역 원로분이나, 지역 유지 등 많은 분들이 시장 출마를 권했다. 또 한가지는 광명시 발전이 정체되어 있고 광명의 정치적 이미지 또한 나빠지고 있으니 광명시 발전과 시민들의 삶의 질 개선을 위해 열심히 일해 달라는 말씀이었다. 2009년이 되면서 정세균 대표를 비롯한 민주당 지도부도 광명시장 출마를 권유했다. 너무 오랫동안 원외에서 고생하는 양기대를 위로하면서 그 가능성에 기대를 거는 모습이었다. 
두 번의 국회의원 선거 때는 양기대 혼자 뛰는 형국이었다. 주변에서 도와주는 사람들도 주변 평가가 썩 좋지 못한 사람들이 없지 않았다. 그러나 이번에는 달랐다. 자발적으로 양기대를 돕기 위해 보이지 않는 곳에서 애를 쓰고 있었다. 양기대를 둘러싼 분위기가 우호적으로 변하고 있음을 육감적으로 느낄 수 있었다. 어느 공직에 계신 분의 조언이 "결심은 세심하게, 행동은 과감하게" 준비 없이 뛰어든 정치판에서 양기대는 그간 값비싼 대가를 치루었다. 그 아픔이 성숙이라는 과정을 거쳐 희망으로 바뀌었다. 희망은 힘이 쎄다. 양기대는 '희망'이라는 끈을 놓지 않았다. 양기대는 16대 광명시장 당선, 17대 광명시장 선거에서는 경기도내 득표율 1위를 기록했다.

## 학력
- 군산남국민학교 졸업
- 군산중앙중학교 졸업
- 전주고등학교 졸업
- 서울대학교 사범대학 지리교육학 학사

## 경력
- 1988. 4.~2004. 1. 동아일보 정치부·경제부·사회부 기자
- 2004. 3.~2004. 4. 제17대 국회의원 선거 열린우리당 중앙선거대책위원회 대변인
- 2004: 미국 버클리대학교 초청 연구원
- 2006: 열린우리당 수석부대변인
- 2006: 대통령직속 동북아시대위원회 자문위원
- 2006~2008: 중국 국립 우한대학교 객좌교수
- 2008.~2010. 민주당 경기도당 광명시 을 지역위원회 위원장
- 2008. 9.~2010. 8. 민주당 정세균 당대표 언론특보
- 2009: 일자리방송 일자리 홍보대사
- 2010년 6월 2일: 제5회 전국동시지방선거 당선(민선 5기, 경기도 광명시장, 민주당, 초선)
- 2010. 7.~2014. 6. 제16대 경기도 광명시장(민선 5기, 민주당→민주통합당→민주당→새정치민주연합, 초선)
- 2012: 연변과학기술대학교 명예교수
- 2014년 6월 4일: 제6회 전국동시지방선거 당선(민선 6기, 경기도 광명시장, 새정치민주연합, 재선)
- 2014. 7.~2018. 3. 제17대 경기도 광명시장(민선 6기, 새정치민주연합→더불어민주당, 재선)
- 2017.02.~2018.03. 더불어민주당 사회경제적위원회 부위원장
- 2018. 3.~2018. 4. 제7회 전국동시지방선거 경기도지사 더불어민주당 경선후보
- 2018. 5.~2020. 5. 사단법인 유라시아평화철도포럼 상임대표
- 2018. 8.~2019. 8. 국립한국교통대학교 특임교수
- 2020. 3.~2020. 4. 더불어민주당 정책위원회 부의장
- 2020. 3.~2024. 5. 더불어민주당 경기도당 광명시 을 지역위원회 위원장
- 2020년 4월 15일: 대한민국 제21대 국회의원 선거 당선(경기 광명시 을, 더불어민주당, 초선)
- 2020. 8.~2021. 5. 더불어민주당 경기도당 부위원장
- 2020. 9.~2021. 5. 더불어민주당 경기도당 지방분권발전특별위원회 위원장
- 2021. 5.~2022. 10. 더불어민주당 정책위원회 상임부의장
- 2021. 6.~2021. 12. 민주연구원 상임부원장
- 희망과 대안포럼 이사장

### 의정 활동
- 2020. 5.~ 제21대 국회의원(경기 광명시 을, 더불어민주당, 초선)
  - 2020. 6.~2022. 5. 제21대 국회 전반기 행정안전위원회 위원
  - 2020. 6.~2021. 5. 제21대 국회 전반기 예산결산특별위원회 위원
  - 2020. 9.~2021. 5. 제21대 국회 전반기 예산결산특별위원회 예산결산심사소위원회 위원
  - 2021. 7.~2022. 5. 제21대 국회 전반기 예산결산특별위원회 위원
  - 2021. 11.~2022. 4. 제21대 국회 중앙선거관리위원회 위원(문상부) 선출에 관한 인사청문특별위원회 위원
  - 2022. 7.~2024. 5. 제21대 국회 후반기 기획재정위원회 위원
  - 2023. 2.~2024. 5. 제21대 국회 인구위기 특별위원회 위원

## 수상
- 1995 한국언론대상
- 1995 한국기자상
- 1997 한국기자상
- 2012 대한민국 인터넷소통/소셜미디어대상 ‘소셜CEO상’
- 2013 전국 기초자치단체장 매니페스토 우수사례 경진대회 ‘일자리공약 분야’ 최우수상, ‘공약이행 분야’ 우수상
- 2014 대한민국 유권자 대상
- 2015 대한민국 행복나눔봉사 ‘지방자치발전부문’ 대상
- 2015 대한민국 유권자 대상
- 2015 한국을 빛낸 창조경영인 ‘혁신경영 부문’ 대상
- 2015 전국 기초자치단체장 매니페스토 우수사례 경진대회 ‘공약이행 분야’ 최우수상
- 2015 한국의 최고 경영인상 창조경영부문 대상
- 2015 서울 석세스 어워드 정치부문 기초단체장 대상
- 2016 조선일보 한국의 영향력 있는 CEO 선정(창조경영부문)
- 2016 매일경제 제2회 한국경제를 빛낸 인물 선정
- 2016 다산목민대상(본상)
- 2016 대한민국 유권자 대상
- 2017 한국경제를 움직이는 CEO상
- 2017 대한민국 유권자 대상
- 2020 제13회 대한민국소통어워즈 대한민국국회의원소통대상

## 저서
- 변혁의 리더(크림북스, 2018)
- 폐광에서 기적을 캐다(메디치미디어, 2017)
- 양기대의 열정(그래픽 신화, 2014)
- 기대하시라, 광명(메디치미디어, 2012)
- 희망은 힘이 세다(서광애드, 2010)
- 반 부패 전쟁 종군기(미디어집, 2004)
- 도둑공화국 권력과 재벌의 한판 잔치(동아일보사, 1997)

## 역대 선거 결과
|  | 42.83% |

|  | 36.06% |

|  | 57.16% |

|  | 61.12% |

|  | 64.09% |

## 소속 정당
| 소속 정당 | 소속 정당      | 소속 기간 | 비고           |
| --------- | -------------- | --------- | -------------- |
|           | 열린우리당     | 2004~2007 | 입당 정계 입문 |
|           | 대통합민주신당 | 2007~2008 | 합당           |
|           | 통합민주당     | 2008      | 합당           |
|           | 민주당         | 2008~2011 | 당명 변경      |
|           | 민주통합당     | 2011~2013 | 합당           |
|           | 민주당         | 2013~2014 | 당명 변경      |
|           | 새정치민주연합 | 2014~2015 | 합당           |
|           | 더불어민주당   | 2015~현재 | 당명 변경      |

## 같이 보기
- 광명시 을
- 광명시의 국회의원
- 광명시장